# Suensonomyia setinerva
Suensonomyia setinerva är en tvåvingeart som beskrevs av Louis-Paul Mesnil 1953. Suensonomyia setinerva ingår i släktet Suensonomyia och familjen parasitflugor. Inga underarter finns listade i Catalogue of Life.